# Laninamivir

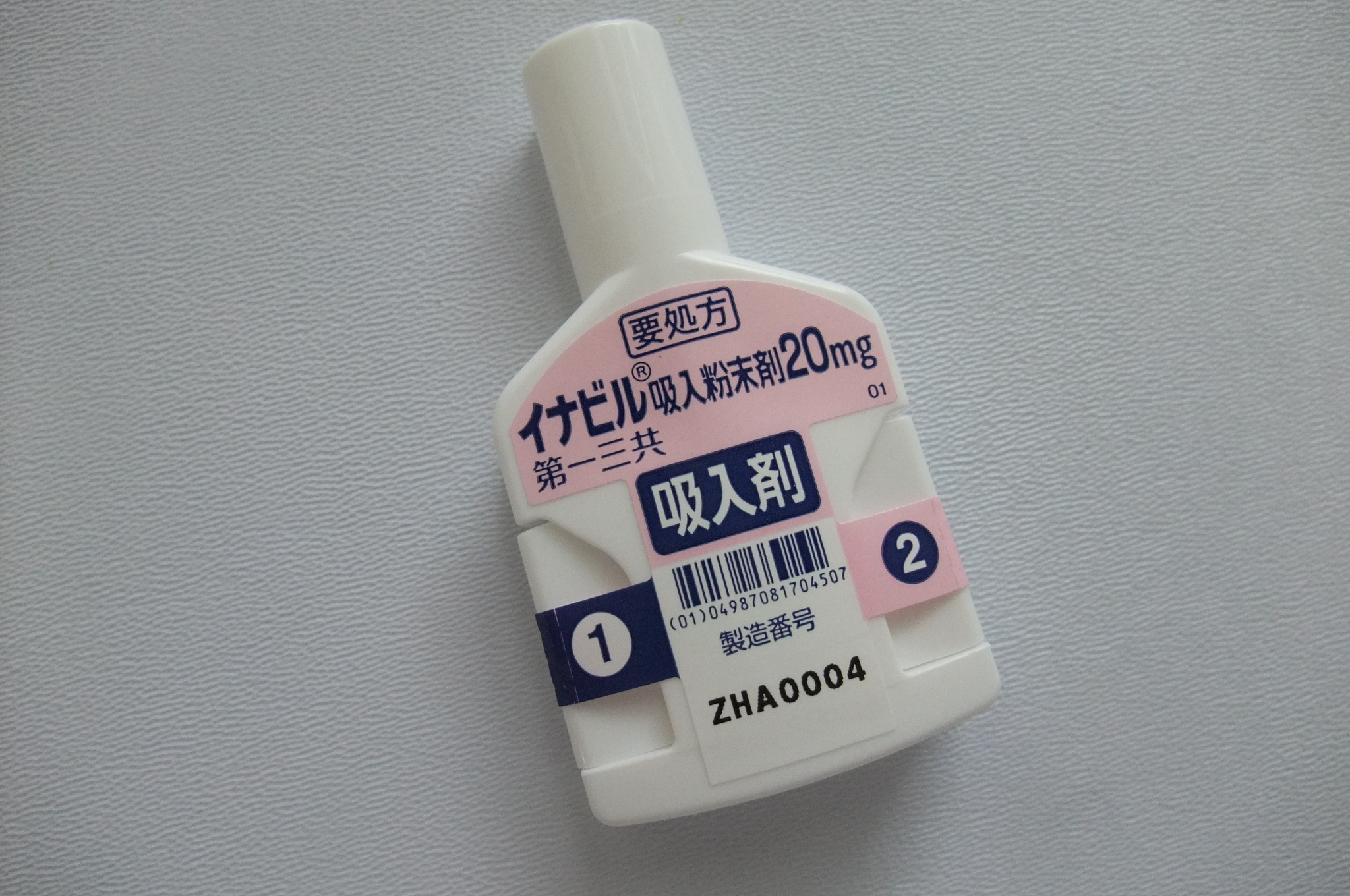
Inavir

Laninamivir (CS-8958) là một chất ức chế neuraminidase đang được nghiên cứu để điều trị và điều trị dự phòng Influenzavirus A và Influenzavirus B. Nó hiện đang trong giai đoạn thử nghiệm lâm sàng giai đoạn III. Nó là một chất ức chế neuraminidase tác dụng kéo dài bằng cách hít vào mũi.
Laninamivir đã được phê duyệt để điều trị cúm tại Nhật Bản vào năm 2010 và điều trị dự phòng vào năm 2013. Nó hiện đang được bán trên thị trường dưới tên Inavir bởi Daiichi Sankyo. Biota Dược phẩm  và Lanichi Sankyo đồng sở hữu Laninamivir. Vào ngày 1 tháng 4 năm 2011, BARDA đã trao một khoản tiền ước tính lên tới $230 triệu cho Công ty Biota Dược phẩm (trước đây là Biota Holdings Ltd), công ty con thuộc sở hữu của Biota Science Management Pty Ltd, cho sự phát triển tiên tiến của Laninamivir tại Hoa Kỳ. Đó là theo đánh giá lâm sàng ở các nước khác.